# Arnaud Clément
Arnaud Clément (n. 17 decembrie 1977, Aix-en-Provence, Franța) este un jucător profesionist francez de tenis, fost finalist la Australian Open.